# Кравченко Павло Миколайович
Павло Миколайович Кравченко (нар. 5 вересня 1957, Погребище) — український історик і педагог, кандидат історичних наук з 1997 року, доцент з 2001 року; член Національної спілки журналістів України; відмінник освіти України з 2003 року, заслужений працівник освіти України з 2019 року.

## Біографія
Народився 5 вересня 1957 року в смт Погребищі Вінницької області УРСР. З 1978 по 1982 рік навчався на історичному факультеті Вінницького державного педагогічного інституту імені М. Островського; здобув кваліфікацію вчителя історії і суспільствознавства. У 1982-1989 роках — викладач кафедри історії КПРС, у 1989-1992 роках — кафедри політичної історії, з 1992 року — кафедри всесвітньої історії історичного факультету Вінницького державного педагогічного університету. У 1985—1988 роках — аспірант Київського державного університету імені Т. Шевченка (науковий керівник професор Ярослав Калакура). У 1997 році у Київському державному університеті імені Т. Шевченка захистив кандидатську дисертацію на тему «Індустріальне будівництво в Україні (друга половина 20-х-30-ті роки XX століття)».
Член Вінницької обласної редколегії з підготовки та видання науково-документальної серії книг «Реабілітовані історією», відповідальний секретар видання та старший науковий редактор науково-редакційної групи книги. Член обласної комісії по реабілітації жертв політичних репресій. Член Координаційної Ради з національно-патріотичного виховання при Вінницькій ОДА. Член Громадської Ради при Вінницькій ОДА. Голова громадської організації «Подільська спадщина».

## Наукова діяльність
Досліджує історію індустріалізації в Україні, політичні репресії в Україні та на Вінниччині. Автор і співавтор понад 150 наукових та навчально-методичних праць, серед яких: 18 монографій, 6 навчальних і 8 навчально-методичних посібників, понад 70 статей у наукових фахових журналах. Серед них:
- * Індустріалізація в Україні: ідеологічне підгрунтя і політична боротьба (20-і — перша половина 30-х років). Вінниця, 1997. 36 с.;
- * Соціально-побутові умови на індустріальних будовах України (20-і — 30-і рр. ХХ ст.). Вінниця, 1997. 36 с.;
- * Політичні репресії на Поділлі в 20-30-х рр. ХХ ст. Вінниця, 1999. 248 с. (у співавторстві);
- * Еврейский вопрос: поиски ответа: Документы 1919—1926 гг. Вінниця, 2003. 351 с. (у співавторстві);
- * Коммунистическая власть против религии Моисея: Документы 1920—1937 и 1945—1953 гг.. Вінниця, 2005. 383 с. (у співавторстві);
- * Реабілітовані історією. У двадцяти семи томах. Вінницька область. Томи 1-5. Вінниця, Київ, 2006—2015. (у співавторстві);
- * Голод та Голодомор на Поділлі у 1920-1940-х рр. Збірник документів та матеріалів. Вінниця, 2007. 704 с. (у співавторстві);
- * Національна книга пам'яті жертв Голодомору 1932—1933 рр. в Україні. Вінницька область. Вінниця, 2008. 1360 с. (у співавторстві);
- * Настрої та поведінка населення Поділля в умовах сталінської революції «згори». 1928—1940. Київ, 2013. 528 с. (у співавторстві);
- * Українська революція (1917—1921) в іменах: вінницькі сторінки: біографічний довідник. — Вінниця, 2019. 320, 24 с. (у співавторстві).
- Кравченко Павло Миколайович / Павло Кравченко / P. Kravchenko. — Режим доступу: https://scholar.google.com.ua/citations?user=JJd6n40AAAAJ&hl=ru [Архівовано 8 лютого 2021 у Wayback Machine.]